# Projet génome Qatar
Le projet génome Qatar (Qatar Genome Project) a pour objectif de séquencer les génomes de 350 000 habitants du Qatar. Le programme est géré par le comité Qatar Genome et est supporté par le Sidra Medical and Research Centre et veut pouvoir, à terme, offrir des soins de santé personnalisés à sa population.

## Historique
Annoncé lors du World Innovation Summit for Health (WISH), en décembre 2013 par la princesse (cheikha) du Qatar, Mozah bint Nasser Al Missned, l'ambitieux projet génome Qatar est l'un des premiers à annoncer le séquençage des génomes de 350 000 personnes. Les échantillons collectés et les informations qui découlent de leur analyse sont hébergés à la biobanque du Qatar situé dans la Hamad Medical City, soi-disant le plus grand centre de soin de santé du Moyen-Orient et l'un des plus grands dans le monde.
En octobre 2015, l'entreprise WuXi NextCODE a annoncé un accord de partenariat avec le Sidra Medical and Research Center mettant ainsi à la disposition des chercheurs une plateforme pour le traitement des données (bases de données, moteur de recherche et mise en réseau).

## Résultats
En 2015, le programme apportait déjà son premier lot de résultats qui furent publiés dans la revue Nature l'année suivante. 